# 全穀
全穀是指经过加工处理后依然含有胚乳、胚芽和麦麸的任何谷物或準穀物。有人提倡食用全穀類食物，他們認為食用全穀可以降低多種疾病風險。食用全穀類食物可以補充糖类、多種营养和膳食纖維。

## 品种
全谷類食物有：
谷物
- 小麦（斯佩耳特小麦、二粒小麦、一粒小麦、硬质小麦）
- 稻（紫、糙米）
- 大麦
- 玉米
- 裸麥
- 燕麦

杂粮
- 杂谷
- 高粱屬
- 苔麸
- 黑小麥
- 金絲雀虉草
- 薏苡
- 菰属

准谷物
- 苋属
- 蕎麥、苦荞麦
- 藜麥